# 小笠原祐子 (社会学者)
小笠原 祐子（おがさわら ゆうこ、1960年 - ）は、日本の社会学者、日本大学経済学部教授。労働、家族、ジェンダーなどをキーワードとする研究を行なっている。

## 経歴
1983年に上智大学外国語学部を卒業。
マッキンゼー・アンド・カンパニー勤務を経て、渡米し、シカゴ大学で修士課程、博士課程を経て、1995年に博士号を取得した。
その後、江戸川大学社会学部専任講師となった。
さらに日本大学経済学部助教授を経て、2005年に教授となった。

## おもな業績

### 単著
- OLたちの<レジスタンス>、中央公論新社（中公新書）、1998年
- Office Ladies and Salaried Men: Power, Gender, and Work in Japanese Companies（英語版）, Berkeley: University of California Press（英語版）, 1998.